# 占西土邦
占西土邦（Jhansi State）是是印度历史上的一个由马拉塔人建立的土邦，首都位于占西（在今北方邦境内）。
占西土邦原为马拉塔帝国的一部分。1804年，当地统治者Rao Shiv Rao Hari Bhau脱离马拉塔帝国，成为不列颠东印度公司治下的土邦。
1853年，占西王公甘格达尔·拉奥病重。在其去世前一天，王公收侄儿达摩达·拉奥为养子。但英国殖民者拒绝承认他是王公的子嗣，根据无嗣失权原则，将占西土邦废除并兼并。甘格达尔之妻拉克什米·芭伊向印度总督和英国政府请愿要求让达摩达尔继位，皆被拒绝。
1857年，印度民族起义爆发。拉克什米·芭伊起兵反抗英国殖民统治。1858年，起义被镇压，占西王后阵亡。占西土邦被废除，其领地被英国殖民者割让给瓜廖尔土邦。